# Bolesław Romanowski
Bolesław Romanowski (ur. 21 marca 1910 w Warklanach, zm. 12 sierpnia 1968 w Gdańsku) – komandor, dowódca okrętów podwodnych. W okresie od 1929 do 1964 roku służył w Marynarce Wojennej. Podczas II wojny światowej dowodził ORP „Jastrząb”, ORP „Dzik” i grupą okrętów podwodnych, natomiast po wojnie był dowódcą ORP „Sęp” i dywizjonu okrętów podwodnych. Karierę zakończył na stanowisku zastępcy komendanta Wyższej Szkoły Marynarki Wojennej ds. okrętów szkolnych i praktyki morskiej.

## Wykształcenie
Bolesław Szymon Romanowski urodził się 21 marca 1910 roku w Warklanach na obszarze historycznych Inflant Polskich w powiecie rzeżyckim (obecnie Łotwa). W roku 1920 przeniósł się z rodziną do wsi Grabówno w powiecie wyrzyskim (obecnie pilskim). Po ukończeniu Gimnazjum Państwowego w Nakle nad Notecią i zdaniu matury w roku 1929 został przyjęty na Wydział Morski Szkoły Podchorążych Marynarki Wojennej. W 1932 roku ukończył szkołę z 15. lokatą i otrzymał promocję na oficera w korpusie morskim. Rok później zaliczył Kurs Aplikacyjny. Dwukrotnie, w roku 1935 i 1937 odbył Kurs Podwodnego Pływania. W latach 1938–1939 był słuchaczem Kursu Oficerów Broni Podwodnej. Znał języki angielski i francuski.

## Służba wojskowa

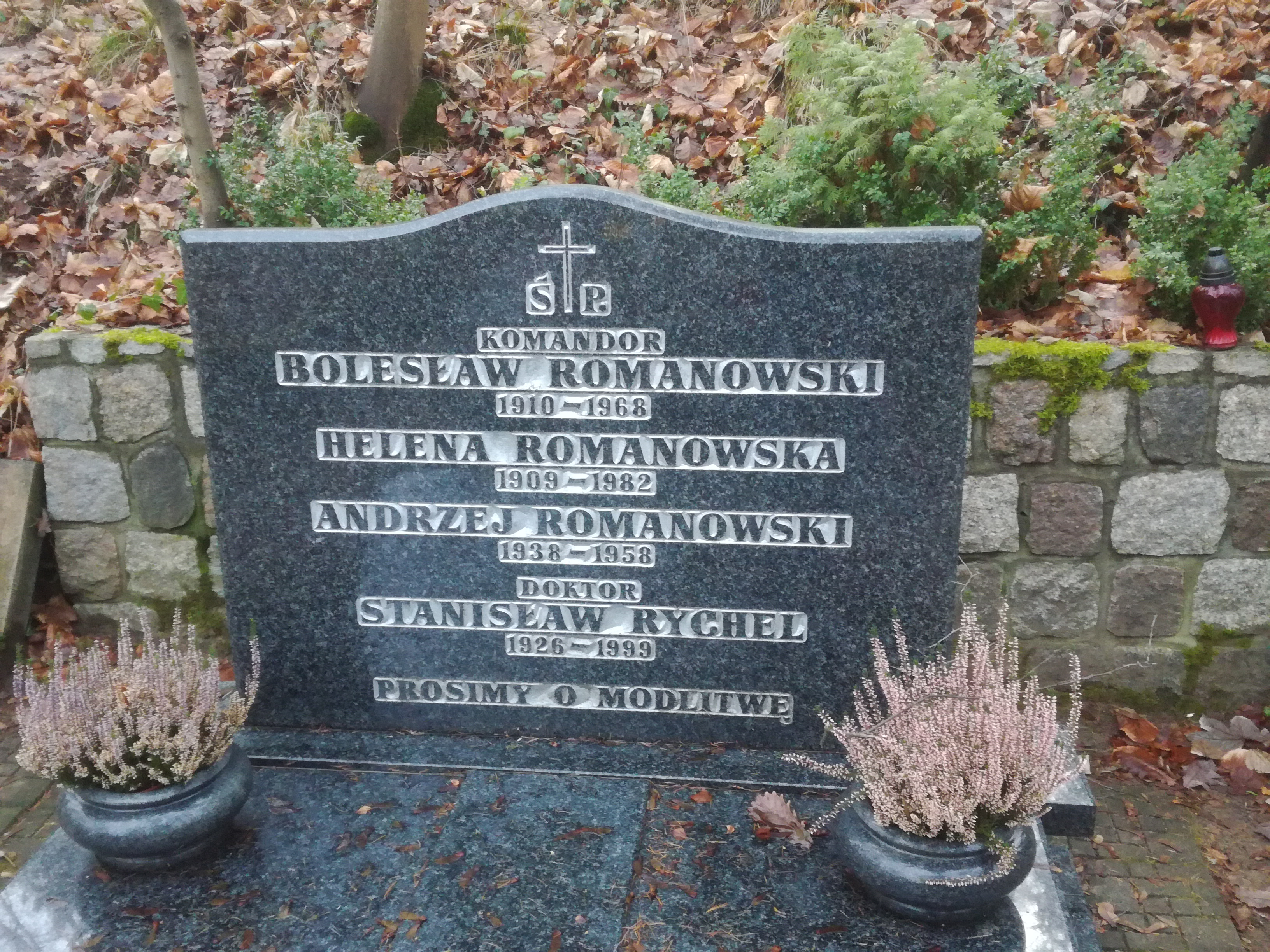
Grób komandora Bolesława Romanowskiego na Cmentarzu Witomińskim

Pierwsze stanowisko służbowe objął w Kadrze Szeregowych Floty, jako dowódca plutonu. Po roku został oficerem wachtowym torpedowca ORP „Kujawiak”. W 1934 roku krótko był zastępcą dowódcy tego okrętu, po czym przeszedł do dywizjonu okrętów podwodnych na oficera flagowego. W roku 1935 został przeniesiony na okręt podwodny ORP „Żbik”, gdzie został oficerem nawigacyjnym. W latach 1937–1938 był kolejno oficerem wachtowym okrętu transportowego ORP „Wilia”, p.o. oficera sygnałowego niszczyciela ORP „Wicher”, kierownikiem referatu w Wydziale Mobilizacyjnym Dowództwa Floty oraz flagowym nawigatorem i sygnalistą dywizjonu kontrtorpedowców. Na krótko przed rozpoczęciem II wojny światowej wyznaczono go na oficera broni podwodnej okrętu podwodnego ORP „Wilk”.
Podczas kampanii wrześniowej ORP „Wilk” działał na Zatoce Gdańskiej, następnie postawił na wysokości Helu zagrody minowe, a po wyczerpaniu możliwości działań załoga okrętu podjęła bardzo ryzykowną, ale udaną próbę przedostania się przez Cieśniny Duńskie do Wielkiej Brytanii. 
Od 1939 do 1941 roku porucznik marynarki Bolesław Romanowski dalej pływał na ORP „Wilk”, który odbywał patrole na Morzu Północnym. Po wycofaniu „Wilka”, na którym pod koniec był zastępcą dowódcy okrętu, został na krótko wyznaczony zastępcą dowódcy zapasowej załogi okrętów podwodnych. Następnie objął stanowisko zastępcy dowódcy okrętu na wydzierżawionym od Royal Navy okręcie podwodnym ORP „Sokół”, który wziął udział w blokadzie portu Brest.
Jeszcze w 1941 roku, po ukończeniu kursu dla dowódców okrętów, został dowódcą przekazanego przez US Navy starego okrętu podwodnego S-25, ochrzczonego jako ORP „Jastrząb”. Jako jedyny jak na razie dowódca polskiego okrętu podwodnego, przeprowadził swą jednostkę przez Ocean Atlantycki. Jednocześnie był p.o. dowódcy grupy okrętów podwodnych. W dniu 2 maja 1942 roku - podczas rejsu konwoju PQ-15 po Morzu Norweskim do Murmańska, ORP „Jastrząb” został omyłkowo wzięty za jednostkę niemiecką i ostrzelany przez norweski niszczyciel „St. Albans” i brytyjski trałowiec HMS „Seagull”. W wypadku tym zginęło kilku członków załogi polskiego okrętu oraz członków brytyjskiej grupy łącznikowej. Okręt na skutek zniszczeń nie nadawał się do dalszego rejsu i musiał zostać samozatopiony. Romanowski postrzelony został w obie nogi, a po pobycie w rosyjskim szpitalu i powrocie do Anglii znajdował się w dyspozycji Komendy Morskiej Północ. Pod koniec roku 1942 objął dowództwo na przekazanym przez Wielką Brytanię, nowo zbudowanym okręcie nazwanym ORP „Dzik”. Zszedł z tej jednostki w 1944 roku, po odniesieniu pewnych sukcesów na Morzu Śródziemnym i Morzu Egejskim. W tym  okresie okręt łącznie zatopił pięć statków, trzy promy desantowe i zabezpieczał desant na Sycylii. Następnie kapitan Romanowski został dowódcą grupy okrętów podwodnych i dowódcą ORP „Sokół”. 
W latach 1946–1947 był w dyspozycji I zastępcy szefa Kierownictwa Marynarki Wojennej i IV oficerem Komendy Morskiej Południe.
Jako jeden z nielicznych oficerów zdecydował się wrócić do Polski. Dowodził grupą marynarzy obozu repatriacyjnego. Podjął współpracę z Polską Misją Morską w Wielkiej Brytanii i − wyznaczony na dowódcę niszczyciela ORP „Błyskawica” − skompletował dla niego załogę, z którą w 1947 roku przyprowadził okręt do Polski. Po powrocie do kraju wyznaczony został na dowódcę okrętu podwodnego ORP „Sęp”. Od roku 1948 dowodził Dywizjonem Okrętów Podwodnych. W roku 1950, w ramach represji stalinowskich w stosunku do przedwojennych oficerów, został zwolniony i aresztowany, po czym zmuszono go do opuszczenia Wybrzeża. Przeniósł się do Poznania, gdzie pracował jako starszy referent w Państwowej Centrali Drzewnej. Następnie zamieszkał w Bydgoszczy, pracując w Polskim Rejestrze Statków.
Na fali odwilży politycznej roku 1956, za namową generała brygady Józefa Kuropieski, wrócił do Gdyni i na wniosek Komisji Rehabilitacyjnej Marynarki Wojennej został ponownie wcielony do Marynarki Wojennej. W 1957 roku został flagowym minerem Oddziału IX Sztabu Głównego. Od roku 1958 przez rok był szefem Oddziału Naukowo-Wydawniczego Sztabu Głównego Marynarki Wojennej, a potem do 1961 roku zajmował stanowisko kierownika Wydziału Praktyk – zastępcy komendanta Wyższej Szkoły Marynarki Wojennej ds. okrętów i praktyki morskiej. Członek komisji, która opracowała nowy Regulamin Służby Okrętowej. W roku 1958 był konsultantem na planie filmu Orzeł. W latach 1961–1964 na wniosek Głównej Kwatery Związku Harcerstwa Polskiego na mocy oddelegowania był pierwszym kapitanem Zawiszy Czarnego, flagowego żaglowca szkolnego należącego do Centrum Wychowania Morskiego. Odbył na nim 12 rejsów na morzach Bałtyckim i Północnym.
W związku z pogarszającym się stanem zdrowia przeniesiony został w roku 1964 do rezerwy. Zasiadał jako ławnik w Izbie Morskiej w Gdyni. Zmarł nagle 12 sierpnia 1968 roku w Szpitalu Marynarki Wojennej w Oliwie. Miał 58 lat. Został pochowany z honorami wojskowymi na cmentarzu Witomińskim w Gdyni. Był żonaty z Heleną Sobieszczańską (1910-1982), z którą mieli córki Zofię i Wandę oraz syna Andrzeja, tragicznie zmarłego w 1958 roku. Zamiłowany żeglarz.
| Awansowany na kolejne stopnie oficerskie:                                                  |                                                                                    |
| - podporucznika marynarki – 1932 - porucznika marynarki – 1935 - kapitana marynarki – 1940 | - komandora podporucznika – 1944 - komandora porucznika – 1948 - komandora – 1957. |

## Odznaczenia
- Krzyż Srebrny Orderu Wojennego Virtuti Militari nr 8409[2]
- Krzyż Walecznych (dwukrotnie)
- Medal Morski (czterokrotnie)
- Srebrny Krzyż Zasługi (dwukrotnie)
- Medal Zwycięstwa i Wolności 1945
- Medal za Odrę, Nysę, Bałtyk
- Distinguished Service Cross
- 1939–1945 Star
- Atlantic Star z klamrą „France and Germany”
- Africa Star
- Italy Star
- Defence Medal
- War Medal 1939–1945.

## Upamiętnienie
Dla uczczenia pamięci komandora Bolesława Romanowskiego w roku 1985 jego imię otrzymała 3 Flotylla Okrętów w Gdyni. Noszą je również: jedna z gdyńskich ulic, 7 Gdańska Integracyjna Drużyna Harcerska „Keja” oraz Zespół Szkół Żeglugi Śródlądowej w Nakle nad Notecią. W czterdziestą rocznicę powrotu ORP „Błyskawica” do Polski przed siedzibą dowództwa 3 Flotylli Okrętów odsłonięto jego popiersie. 20 czerwca 2020 r. odsłonięto jego tablicę w Alei Żeglarstwa Polskiego w Gdyni.

## Publikacje
Bolesław Romanowski napisał wielokrotnie wznawianą książkę „Torpeda w celu!” (pierwsze wydanie w 1958), będącą jego pamiętnikiem z lat II wojny światowej. Historia w niej opisana zaczyna się w momencie, kiedy został oficerem broni podwodnej na ORP „Wilk”, a kończy ją powrót do Polski na pokładzie ORP „Błyskawica”. Autor artykułów w Przeglądzie Morskim dotyczących działań polskich okrętów podwodnych w II wojnie światowej. Przetłumaczył również książkę Roberta Le Serreca „Dookoła świata. 5 lat pod żaglami tuńczykowca”. W roku 2004 została opublikowana biografia „Komandor Bolesław Romanowski” autorstwa Sławomira Łanieckiego. Ota Pavel opisał swoje spotkanie z komandorem (nazywał go admirałem) Romanowskim i kapitanem Czesławem Obrębskim na pokładzie ORP „Sęp” w opowiadaniu Łodzią podwodną na ryby ze zbioru „Jak spotkałem się z rybami” (w „Śmierć pięknych saren. Jak spotkałem się z rybami”).